# Rasmus Hatledal
Rasmus Larsen Hatledal (ur. 1 lutego 1885 w Stryn, zm. 14 lipca 1963 w Oslo) – norweski wojskowy i topograf, szef norweskiego Sztabu Generalnego w latach 1938–1940.

## Życiorys
Urodził się w rodzinie rolnika Larsa H. Hatledala i Johanne Knutsdatter Hatledal. Dorastał w Stryn, w gospodarstwie którym rodzina Hatledal zarządzała od 1585 roku. W 1904 zdał maturę w szkole w Kristianii, a w 1907 studia wojskowe w Krigsskolen. 
Po ukończeniu szkolenia oficerskiego pełnił służbę w 4 i 5 Dywizji w Trøndelag i Møre og Romsdal. W 1909 roku został aspirantem w Sztabie Generalnym. W latach 1916–1918 był topografem w Norges geografiske oppmåling. W 1917 roku został awansowany do stopnia kapitana. Od 1918 do 1923 roku był adiutantem w Sztabie Generalnym, a od 1925 pełnił funkcje kierownicze w 5 Oddziale Sztabu Generalnego. W latach 1931–1933 pozostawał w rezerwie. W 1934 roku został mianowany majorem i szefem wydziału w Sztabie Generalnym.
W 1938 roku zastąpił Otto Rugego na stanowisko szefa Sztabu Generalnego, odegrał kluczową rolę w procesie modernizowania i dozbrajania Norweskich Sił Zbrojnych. Na przełomie 1939 i 1940 roku zastępował także chorego generała Kristiana Laake. 5 kwietnia 1940 roku poprosił norweski rząd o zgodę na rozpoczęcie mobilizacji, jego prośba została jednak odrzucona. Po rozpoczęciu niemieckiej inwazji na Norwegię na własne ryzyko przeprowadził jeszcze bardziej rozszerzoną mobilizację niż zdecydował rząd. 
Po odwołaniu Kristiana Laake z funkcji naczelnego dowódcy Hatledal był jednym z najbliższym współpracowników nowo mianowanego naczelnego dowódcy, którym został Otto Ruge. 15 kwietnia 1940 roku poważnie zachorował w wyniku długotrwałego przemęczenia i zrezygnował z zajmowanego stanowiska, następnie przeszedł na emeryturę. Po powrocie do zdrowia zadeklarował chęć dołączenia do norweskich sił w Wielkiej Brytanii, przygotowano także trasę jego ewakuacji do Szwecji, plan opuszczenia przez niego Norwegii nie został zrealizowany przez brak zainteresowania norweskiego rządu na uchodźstwie. Następnie dostał się do niewoli niemieckiej, przetrzymywany był w obozach jenieckich na terenie Niemiec.
Po wojnie pracował w Norges geografiske oppmåling, był również działaczem organizacji społecznych i proobronnych. Zmarł w lipcu 1963 roku w Oslo i tam został pochowany.

## Odznaczenia
- Komandor Orderu Świętego Olafa (1949)[1]
- Komandor Orderu Miecza[1]

## Upamiętnienie
W 1991 roku w miejscowości Markane w gminie Stryn odsłonięto poświęcony mu pomnik.